# Dmitri Jewgenjewitsch Botschkarjow
Dmitri Jewgenjewitsch Botschkarjow (russisch Дмитрий Евгеньевич Бочкарёв, wiss. Transliteration Dmitrij Evgen'evič Bočkarëv; * 28. Dezember 1958 in Leningrad) ist ein ehemaliger sowjetischer Eisschnellläufer.

## Werdegang
Botschkarjow, der für den Trud Leningrad startete, wurde im Jahr 1985 sowjetischer Meister im Großen Vierkampf und kam bei sowjetischen Mehrkampf-Meisterschaften jeweils einmal auf den zweiten und dritten Platz. International trat er erstmals bei den Juniorenweltmeisterschaften 1979 in Grenoble in Erscheinung, wobei er den neunten Platz im Kleinen Vierkampf errang. Bei der Mehrkampfweltmeisterschaft 1980 in Heerenveen kam er auf den 14. Platz und bei der Mehrkampfweltmeisterschaft 1981 in Oslo auf den vierten Rang im Großen Vierkampf. In der Saison 1981/82 erreichte er bei der Mehrkampfeuropameisterschaft 1982 in Oslo den sechsten Platz im Großen Vierkampf und holte bei der Mehrkampfweltmeisterschaft 1982 in Assen die Silbermedaille im Großen Vierkampf. In den folgenden Jahren belegte er bei der Mehrkampfeuropameisterschaft 1983 in Den Haag den 16. Platz, bei der Mehrkampfweltmeisterschaft 1983 in Oslo den fünften Rang und bei der Mehrkampfweltmeisterschaft 1984 in Göteborg den 22. Platz im Großen Vierkampf. Zudem wurde er bei seiner ersten Teilnahme an Olympischen Winterspielen im Februar 1984 in Sarajevo Sechster über 10.000 m und lief bei der Mehrkampfeuropameisterschaft 1985 in Eskilstuna auf den 20. Platz im Großen Vierkampf. In seiner letzten Saison als aktiver Sportler 1987/88, lief er in Heerenveen sein einziges Rennen im Eisschnelllauf-Weltcup, welches er auf dem 26. Platz über 5000 m beendete und erreichte bei der Mehrkampfeuropameisterschaft 1988 in Den Haag den achten Platz. Beim Saisonhöhepunkt, den Olympischen Winterspielen 1988 in Calgary, errang er den 17. Platz über 5000 m.

## Erfolge

### Olympische Spiele
- 1984 Sarajevo: 6. Platz 10.000 m
- 1988 Calgary: 17. Platz 5000 m

### Mehrkampf-Weltmeisterschaften
- 1980 Heerenveen: 14. Platz Großer Vierkampf
- 1981 Oslo: 4. Platz Großer Vierkampf
- 1982 Assen: 2. Platz Großer Vierkampf
- 1983 Oslo: 5. Platz Großer Vierkampf
- 1984 Göteborg: 22. Platz Großer Vierkampf

### Mehrkampf-Europameisterschaften
- 1982 Oslo: 6. Platz Großer Vierkampf
- 1983 Den Haag: 16. Platz Großer Vierkampf
- 1985 Eskilstuna: 20. Platz Großer Vierkampf
- 1988 Den Haag: 8. Platz Großer Vierkampf

## Persönliche Bestleistungen
| Disziplin | Zeit         | Datum             | Ort        |
| --------- | ------------ | ----------------- | ---------- |
| 500 m     | 39,30 s      | 29. Dezember 1980 | Almaty     |
| 1000 m    | 1:17,93 min  | 5. März 1982      | Diwnogorsk |
| 1500 m    | 1:55,63 min  | 25. Dezember 1982 | Almaty     |
| 3000 m    | 4:03,98 min  | 28. März 1979     | Almaty     |
| 5000 m    | 6:50,83 min  | 17. März 1986     | Almaty     |
| 10.000 m  | 14:12,81 min | 28. Dezember 1983 | Almaty     |